# Mátészalka népessége
Mátészalka népességének, demográfiai helyzetének változása szorosan összefüggött történelmének alakulásával.

## 18. század
Az első adatok Mátészalka népességéről 1654-ből maradtak fenn. Ez az összeírás mindössze néhány „taxás nemes”, azaz armalista, név szerint Fejér Mátyás, Kelemen Ferenc, Kovács István, Kovács Jánosné és Kovács Pál nevét tartalmazta.
Egy 1700-ból fennmaradt összeírásban 16 adózó jobbágyháztartás és 9 armalista nemes szerepel, de ez valószínűleg csak a földesurak földjén élő nemeseket tartalmazza. Az 1784–85 fordulóján készült felmérés már 220 nemes és 166 nem nemes 16 éven éven felüli férfit szerepeltet.
Átfogóbb képet a település népességéről csak a 18. század derekától, 1766-tól adnak a források, mégpedig a református egyház anyakönyvei. Ekkoriban e területen is a cuius regio, eius religio elve érvényesült, azaz a lakosságtól elvárták, hogy a földesurai vallását kövesse. Csak a század végén jelent meg a római katolikus és az izraelita vallás Mátészalkán.
A Mária Terézia úrbéri rendelete alapján végzett összeírás azt mutatja, hogy a településnek nyolc földesura volt. Ez a kimutatás öt jobbágyi réteget különböztet meg: szabadmenetelű jobbágy, örökös (földhöz kötött) jobbágy, szabadmenetelű, házzal bíró zsellér, házzal bíró zsellér, más házában lakó zsellér. Az e századi összeírásokból fennmaradt összes családnév magyar, így a település lakosságai etnikailag egységesen magyarnak tekinthető.
A II. József idején végrehajtott összeírás 1325 főnyi lakosságot vett számba Mátészalkán. A cenzus elleni társadalmi ellenállás következtében ez az adat minden bizonnyal hiányos, a reális szám 1500 közül lehet, szemben az 1700-as évek elejére valószínűsíthető 1000 körüli létszámmal. Lakosságának számával a 18. század végén Mátészalka már kiemelkedett a környező falvak közül, ennek megfelelően a korabeli dokumentumok oppidumnak, azaz mezővárosnak nevezik.

## 19. század
A 18. század derekához képest 1807-re mintegy a felével növekedett a mátészalkai családok száma. Megkezdődött a zsidó családok beáramlása is a Lengyelország felosztása után a Habsburg Birodalomhoz került területekről, amit a magyar szóhasználatban általánosítva Galíciának neveztek. Jelentős volt a magyarok beköltözése is, főleg a környező falvakból. A római katolikusok mellett Fényes Elek összeírásában már megjelentek a görögkatolikus családok.
Az 1900-as népszámlálás már meglehetősen pontos képet adott a lakosság felekezeti megoszlásáról is, eszerint az 5405 fős összenépességből 3194 református, 1008 izraelita, 717 római katolikus, 470 görögkatolikus, 13 evangélikus, 2 görögkeleti és 1 fő unitárius volt.
A Nyíregyháza-Mátészalka vasútvonal megépítésének idején, 1887-ben Mátészalkának 3791; Ópályinak 1667; Paposnak 609; Járminak 783; Nyírmeggyesnek 1682; Kocsordnak 1441 lakosa volt. 
A 19. század során fokozatos, jelentős népességnövekedés történt a településen, ennek egy részét már a környező területekről történt bevándorlás adta; ez a település regionális központi szerepének erősödését jelezte a kibontakozó kapitalizmus korszakában.

## 20. század
A 20. század elején a népességnövekedés lassult, 1000 főre évi 9,8 fős növekedés jutott, ami megegyezett az országos természetes szaporodás mértékével, azaz a bevándorlás a környező területekről mint a növekmény forrása megszűnt, a tőkés fejlődés megtorpant.
Az 1910. évi népszámlálás a település lakosságának létszámát 5935 főben határozta meg. A „Mátészalka és vidéke” c. hetilap 1911. febr. 8-i száma ezt az adatot a következőképpen kommentálta: „Bizony többet vártunk. Még 1000-nél több kell, míg a most várt 7000 lélekszámot eléri. 1900-ban 5405 lakosa volt Mátészalkának, tehát mindössze 530 lélekkel szaporodott. Mi ennek az oka? Nem más, mint a kivándorlás és a nálunk dívó „egyke” rendszer.”
Az első világháború idején a besorozott katonák véráldozata és a születések számának csökkenése ellenére a lakosság növekedett a településen, ami a beköltözés újabb hullámára utal. Az 1920-as években pedig hatalmas bevándorlás indult meg a Trianon révén elszakított, főleg Románia által megkapott területekről. Mátészalka a csonka Szatmár, Ugocsa és Bereg k.e.e. vármegye székhelye lett, és mint közigazgatási központ tovább vonzotta a betelepülőket. Az éves növekedés az évtized során 1000 főre vetítve 40 fő volt. Az 1930. évi népszámlálás 9125 lakost mutatott ki, 2606-tal többet, mint 1920-ban. A 2606 új lakosból 1135 fő volt a természetes szaporodás (17,4%), ami magában véve is magasnak mondható; a beköltözöttek száma pedig 1421 fő (22,6%), így a népesség tényleges szaporodása ebben az évtizedben csúcsra ért 40%-os emelkedéssel. Az 1941. évi népszámlálásra 9,9%-kal gyarapodott a lakosság, elérte a 10 036 főt.
A második világháború különösen súlyosan érintette a település lakosságát, mai 1944 végére 9000 fővel csökkent, nagyrészt a zsidó lakosság kiirtása miatt. A háború után azonban az újra megyeszékhellyé váló településre újabb bevándorlás indult meg a környező országok magyarságából, sőt Budapestről is, az ottani élelmiszerhiány miatt. A háború utáni első népszámlálás alkalmával, 1949-ben már 11 055 mátészalkai lakost számláltak, 10,1%-kal többet, mint 1941-ben.
1949 és 1960 között Mátészalka lakossága alig növekedett. 1950-ben a település elvesztette megyeszékhelyi státuszát, a megyei tisztviselők nagy része Nyíregyházára távozott. 1956-ban 36 mátészalkai lakos hagyta el az országot. Jelentős volt az egyetemi városokba, a budapesti és egyéb nagy ipari városokba elvándorlók száma is. A szocialista iparosítás a települést addig nem érintette, viszont a fiatal, munkaképes lakosság jelentős része az újonnan kialakított nehézipari központokban talált munkát és így eltávozott. Csak 1964-ben hozott döntést az állampárt az ország elmaradottabb területeinek, köztük Mátészalkának kiemelt fejlesztéséről. Megindult itt is az iparosítás, új üzemek épültek, és 1969-ben Mátészalka városi rangot kapott.
1960 után Mátészalkán is kezdett érvényesülni az országos, sőt európai trend, a születéskorlátozás (a fogamzásgátlás és az abortusz terjedése), a születések arányának csökkenése. A ezer főre jutó születések száma az előző év 12,8-as arányáról 8,3-ra csökkent, de az országos adat ekkor már csak 3,3 volt.
A gazdasági fejlődés és az ezzel kapcsolatos bevándorlás révén a lakosság növekedése 1970 és 1980 között még az 1920-as évek Trianon utáni kiugrását is meghaladta, ezer lakosra számítva a növekedés 42,3 volt, szemben az előző évtized 10,6-os adatával. A természetes szaporodás, a születések aránya is megnőtt, nagyrészt a Ratkó-korszak utóhatása, az akkor születettek gyermekeinek megszületése révén, így az ezer főre jutó természetes szaporodás elérte a 13,1 főt. A népesség és a városiasodás kedvező fejlődését díjazta a Magyar Urbanisztikai Társaság, amikor 1981-ben Hild János-díjat adományozott a városnak. 
Az 1980-as években a nemzetközi tendenciákhoz hasonlatosan Mátészalkán is csökkent a gyermekvállalási hajlandóság, családonként egy-két gyermek vált a jellemzővé. A lakosság fiatalabb korösszetétele miatt a természetes szaporodás ekkor még elérte a 3,7‰-et, de azóta ezen a településen is a népességcsökkenés vált jellemzővé.

## Etnikai összetétel
A legkorábbi, középkori névlisták szerint a lakosság etnikailag tiszta magyar volt, és ez maradt a helyzet egészen a 17-18. századig. A honfoglalás idején a környéken gyér szláv népesség élhetett a helynevek tanúsága szerint, ők azonban gyorsan asszimilálódhattak. Ugyancsak asszimiláns magyarok voltak a település első ismert földesurai, a német eredetű Hontpázmány nemzetség tagjai.

### A mátészalkai zsidóság
A település lakosságában a 17. század végétől jelentek meg a Habsburg-birodalom lengyel területeiről bevándorolt zsidók. A 20. század elejétől aztán a helyi lakosság jelentős részét alkották, úgy a szegénység körében, mint a helyi elit soraiban. 1944-ben azonban szinte kivétel nélkül a holokauszt áldozatai lettek.

### A mátészalkai cigányság
A 20. század ötvenes-hatvanas éveitől az országban elterjedt az a sztereotípia, hogy a Mátészalka lakossága jelentős részben cigányokból áll. Ez a téveszme talán a Mátészalkáról Budapestre érkező „fekete vonat” közönsége miatt alakult ki; ugyanis a szocialista iparosítás korában a romák nagy része is talált munkát a nagy építkezéseken és ezért jelentős számban ingáztak. Azonban többségük ekkor még a Mátészalkát környező településekről került ki. Magán Mátészalkán nagyobb számban az 1970-es években, a helyi gazdasági fellendüléssel párhuzamosan jelentek meg.
A dokumentumokban, anyakönyvekben fellehető adatokból kitűnik, hogy a cigányok letelepedése a 18. században kezdődött Mátészalkán. Ők akkor még csekély számban jelentek meg itt és gyorsan asszimilálódtak, magyarnak vallották magukat és demográfiailag hasonultak a lakosság többi részéhez, kevés gyermeket neveltek. Az úgynevezett oláhcigányok nagyobb csoportjai a cigány rabszolgaságnak a román fejedelemségekben történt 1855-ös eltörlése után érkeztek az országba. Sokáig folytatták vándorló életmódjukat, nem telepedtek le véglegesen, és termékenységük lényegesen magasabb volt a helyi átlagnál.
Statisztikailag a cigány lakosság létszámának megragadása országosan is nagyon nehéz. Erre vonatkozólag a népszámlálások adatain kívül sok más tényező figyelembe vételével készülhettek csak tanulmányok.